# C/2012 S1

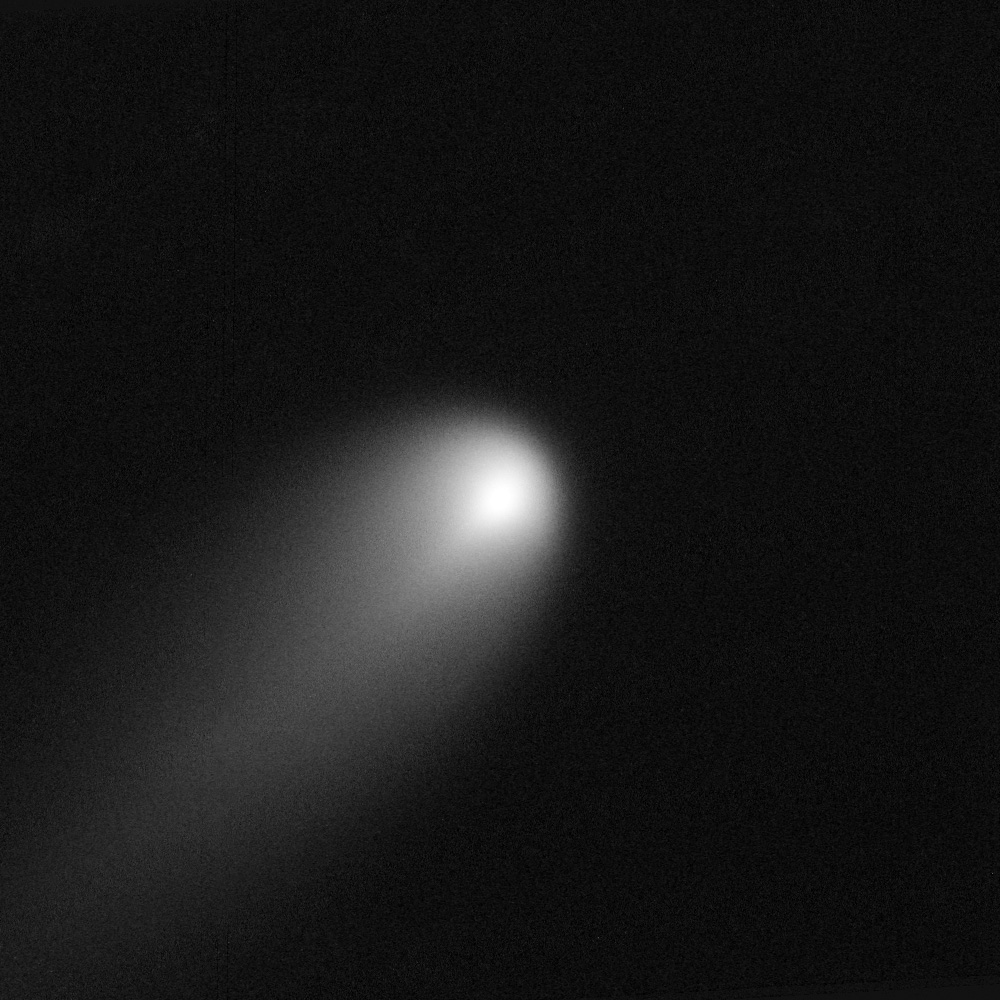
Fotografie C/2012 S1 pořízená Hubbleovým teleskopem 10. a 11. dubna 2013

C/2012 S1 (ISON) byla blízko letící kometa ke Slunci objevená 21. září 2012 Vitalijem Něvským (Виталий Невский, Vitebsk, Bělorusko) a Artjomem Novičonokem (Артём Новичонок, Kondopoga, Rusko) za pomoci 0,4m reflektoru patřícího k Mezinárodní vědecké optické síti (ISON) poblíž Kislovodsku v Rusku a automatizovaného programu k hledání asteroidů CoLiTec. Obrazy z teleskopu byly porovnány se staršími fotografiemi od Mount Lemmon Survey z 28. prosince 2011 a od Pan-STARRS z 28. ledna 2012 k vypočtení přesné oběžné dráhy. Další pozorování byla provedena 22. září týmem z Remanzacco Observatory v Itálii pomocí sítě iTelescope. Objev byl oznámen v Minor Planet Center 24. září. NASA za použití sondy SWIFT získala data, která naznačují, že C/2012 S1 má jádro velké asi 5 km (3,1 míle) v průměru.

## Oběžná dráha

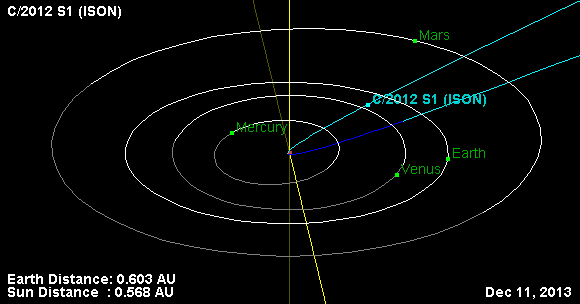
Orbitální pozice komety po opuštění perihelia. Je vidět, v jaké vzdálenosti kometa mine Zemi (ta je zde znázorněná jako zelená tečka na třetím kruhu od středu).

Podle předběžných měření kometa C/2012 S1 přijde do perihelia 28. listopadu 2013 při vzdálenosti 0,012 AU (1 800 000 km) od středu Slunce (tedy přibližně 1 100 000 km nad povrchem Slunce). Její oběžná dráha je velmi blízká k parabole, což naznačuje, že by mohlo jít o novou kometu pocházející přímo z Oortova oblaku. V největším přiblížení bude kometa přibližně 0,0724 AU (10 830 000 km) od Marsu 1. října 2013 a projde ve vzdálenosti přibližně 0,429 AU (64 200 000 km) okolo Země 26. prosince 2013.
Některé z orbitálních parametrů jsou podobné k Velké kometě z roku 1680, což by mohlo znamenat, že se tyto dvě komety oddělily od toho samého tělesa. Země projde oběžnou drahou C/2012 S1 14. až 15. ledna 2014, což by mohlo vyústit v meteorický roj.
Bylo vypočítáno, že v periheliu kometa dosáhne teploty 2700 °C, což je dost na roztavení olova nebo železa. Také by se měla dostat pod Rocheovu mez, což by mohlo znamenat její narušení gravitací Slunce.

## Viditelnost
V době objevení měla kometa zdánlivou magnitudu 18,8 - daleko temnější než aby ji bylo možné spatřit okem, ale dostatečně jasná aby ji bylo možné vyfotografovat pomocí velkých amatérských teleskopů. Během srpna 2013 by měla být dostatečně jasná, aby byla viditelná přes malé teleskopy a dalekohledy. Je předpoklad, že v pozdním říjnu nebo počátkem listopadu by mohla být viditelná pouhým okem a to až do poloviny ledna 2014.
V říjnu bude kometa procházet souhvězdím Lva poblíž jeho nejjasnější hvězdy Regula a dále okolo Marsu. Tyto jasné objekty zjednoduší lokalizaci komety. V listopadu, když bude kometa jasnější, projde okolo další jasné hvězdy, Spicy v souhvězdí Panny a další planety - Saturnu. Během toho kometa dosáhne perihelia 28. listopadu, přičemž by mohla dosáhnout obrovské jasnosti a to i záporné magnitudy. Krátce může být i jasnější než Měsíc v úplňku.
Je předpokládáno, že pokud jde o běžnou kometu, její jasnost bude stále narůstat, jak se bude blížit ke Slunci a po opuštění perihelia se zase začne ztemňovat až úplně zmizí.

## Zánik
Koncem listopadu se poblíž Slunce kometa rozpadla, což vyvolalo zprávy o jejím zániku. Na začátku prosince se objevil oblak prachu pokračující na dráze komety.. Jádro komety zaniklo jen 3,5 hodiny před dosažením perihelia 